# Cipriano Forjaz
Cipriano Forjaz war ein portugiesischer Kolonialverwalter.
1885 übernahm er amtsführend den Posten des Gouverneurs der Kolonie Portugiesisch-Timor von João Maria Pereira, wurde aber noch im selben Jahr durch den neuen Gouverneur Alfredo de Lacerda Maia ersetzt. 1890 wurde Forjaz als Regierungssekretär erneut mit der Amtsführung des Gouverneurpostens betraut, bis er schließlich 1891 auch offiziell zum Gouverneur erhoben wurde.
Sein Amtsvorgänger António Francisco da Costa (1887 bis 1888) hatte versucht, die militärische und administrative Kontrolle Portugals über seine Kolonie auszuweiten, unter anderem durch ein effektiveres System zur Steuereintreibung. Damit zog die Kolonialverwaltung die Wut der Liurais (timoresische Kleinkönige) auf sich. Diese entlud sich schließlich unter Cipriano Forjaz 1893 in der Revolte von Maubara. Der Herrscher von Maubara griff die Militärposten Dato und Vatuboro (Fatuboro) an und tötete dabei mehrere Soldaten. Gleichzeitig bot er den Niederländern an, sich wieder unter ihre Oberhoheit zu stellen, wie es bereits vor 1859 gewesen war. Gouverneur Forjaz forderte daraufhin das Kanonenboot Diu zur Unterstützung an. Bis November waren die Rebellen wieder unter portugiesischer Kontrolle. Allerdings brach infolge der vielen verwesenden Toten die Cholera aus, die dann auch in den Nachbarregionen wütete.